# Mnais mneme
Mnais mneme – gatunek ważki z rodziny świteziankowatych (Calopterygidae).